# Tour d'Émilie féminin
Le Tour d'Émilie féminin (Giro dell'Emilia Donne en italien) est une course cycliste féminine italienne. Créée en 2014, la course fait d'abord partie de la catégorie 1.2 du calendrier de l'Union cycliste internationale. L'année suivante, elle accède à la catégorie 1.1. Elle se court en parallèle de la course masculine éponyme.

## Palmarès
| Année | Vainqueur             | Deuxième             | Troisième             |
| ----- | --------------------- | -------------------- | --------------------- |
| 2014  | Rossella Ratto        | Edwige Pitel         | Giorgia Bronzini      |
| 2015  | Elisa Longo Borghini  | Ashleigh Moolman     | Amber Neben           |
| 2016  | Elisa Longo Borghini  | Ashleigh Moolman     | Alena Amialiusik      |
| 2017  | Tatiana Guderzo       | Rasa Leleivytė       | Rossella Ratto        |
| 2018  | Rasa Leleivytė        | Arlenis Sierra       | Cecilie Uttrup Ludwig |
| 2019  | Demi Vollering        | Elisa Longo Borghini | Nikola Nosková        |
| 2020  | Cecilie Uttrup Ludwig | Rasa Leleivytė       | Pauliena Rooijakkers  |
| 2021  | Mavi García           | Arlenis Sierra       | Rachel Neylan         |
| 2022  | Elisa Longo Borghini  | Veronica Ewers       | Sofia Bertizzolo      |
| 2023  | Cecilie Uttrup Ludwig | Marta Cavalli        | Juliette Labous       |
| 2024  | Elisa Longo Borghini  | Évita Muzic          | Juliette Labous       |
| 2025  |                       |                      |                       |